# Famille Bongo
Pour les articles homonymes, voir Bongo (homonymie).
La famille Bongo est une famille gabonaise d'ethnie teke. Elle a donné trois chefs d'État à la république gabonaise.

## Personnalités
- Omar Bongo Ondimba (né en 1935 - mort 2009), président du Gabon (1965 - 2009) pendant 42 ans.
- Ali Bongo Ondimba (né en 1959), fils du précédent président et lui-même président du Gabon depuis la mort de son père (2009 - 2023):
- Brice Oligui Nguema (né en 1974 ou 1975), fils d'une cousine d'Omar Bongo, président de la transition de la république du Gabon.
- Pascaline Bongo (née en 1956), fille d'Omar Borgo.
- Édith Bongo (1964-2009), épouse d'Omar Bongo.
- Omar Denis Junior Bongo (né en 1994), fils de Omar Bongo et Édith Bongo.